# James Murray Spangler
James Murray Spangler (ur. 1848, zm. 1915) – amerykański wynalazca i przedsiębiorca, twórca ręcznego odkurzacza.

## Życiorys
James Murray Spangler urodził się w 1848 roku. Już od dzieciństwa lubił tworzyć nowe urządzenia i pracować w warsztacie. W 1887 roku opatentował żniwiarkę, a w 1893 roku przetrząsacz do siana. Ponieważ nie umiał uruchomić produkcji w skali przemysłowej ani nie miał na to środków, jego wynalazki nie doczekały się produkcji. Od 1907 roku pracował jako sprzątacz dywanów i portier w domu towarowym w Canton w Ohio, co doprowadziło u niego do wzmocnienia objawów astmy. Z tego powodu zaczął pracować nad urządzeniem, które może wciągać kurz i zastosował pomniejszony mechanizm wzorowany na ulicznej zamiatarce do śmierci. Jego urządzenie składało się z silnika umieszczonego między dwoma wałkami, okręconymi skórzanymi paskami napędowymi, które napędzały obrotową szczotkę, a w tylnej części urządzenia wyciął otwór, przez który wypychane było na zewnątrz brudne powietrze. Urządzenie Spangler umieścił w pudełku, a otwór zakrył poszewką na poduszkę. Całe urządzenie zostało zamocowane na kiju od szczotki.
Spangler opatentował swój wynalazek 2 czerwca 1908 roku, pożyczył od jednego z przyjaciół pieniądze i założył firmę Electric Suction Sweeper Company. Początkowo montaż urządzeń prowadził osobiście z synem, a żona i córka szyły worki na zbierany kurz. Urządzenie zobaczyła jego kuzynka, Susan Hoover, która pokazała je mężowi, Williamowi, sprzedawcy końskich uprzęży. Jako że ta działalność stawała się coraz mniej dochodowa z powodu upowszechnienia samochodów, Hoover kupił od Spanglera patent oraz firmę. Do końca 1908 roku Hoover sprzedał 372 egzemplarze urządzenia, a dwa lata później posiadał już dwie fabryki.
Spangler ostatnie lata żył z tantiem od sprzedaży odkurzaczy swojej konstrukcji. Zmarł w 1915 roku, a jego rodzina otrzymywała je do wygaśnięcia patentu w 1925 roku.